# Peter Hildreth
Peter Hildreth   (Bedford, 8 de juliol de 1928 - Farnham, 25 de febrer de 2011) va ser un atleta anglès, especialista en curses de tanques, que va competir durant la dècada de 1950. Era fill de Will Hildreth, un atleta que representà l'Índia als Jocs Olímpics de París de 1924.
Durant la seva carrera esportiva va prendre part en tres edicions dels Jocs Olímpics, sempre disputant la prova dels 110 metres tanques del programa d'atletisme. En cap de les edicions, el 1952, 1956 i 1960 arribà a la final.
En el seu palmarès destaca una medalla de bronze en els 110 metres tanques del Campionat d'Europa d'atletisme de 1950. Va ser campió britànic de l'AAA de les 120 iardes tanques el 1950, 1953 i 1956; i de les 220 iardes tanques el 1952 i 1954. Durant la seva carrera esportiva va igualar el rècord britànic dels 110 metres tanques en cinc ocasions.
Un cop retirat exercí de periodista esportiu, escrivint al Sunday Telegraph i fent de comentarista a la BBC Radio.

## Millors marques
- 110 metres tanques. 14.3" (1957)[7]